# 倉敷市立船穂中学校
倉敷市立中学校（くらしきしりつ ふなおちゅうがっこう）は、岡山県倉敷市船穂町船穂にある公立中学校。

## 沿革
- 1947年（昭和22年） - 船穂町立船穂中学校として開校。
- 1972年（昭和47年） - 新校舎へ移転。
- 2005年（平成17年） - 合併により倉敷市立船穂中学校と改称。

## 校訓
- 自主・自律・実践

## 部活動
- 野球部
- サッカー部
- ソフトテニス部
- バスケットボール部
- バレーボール部
- 卓球部
- 美術部
- 吹奏楽部

## 通学区域が隣接している学校
- 倉敷市立西中学校
- 倉敷市立倉敷第一中学校
- 倉敷市立連島南中学校
- 倉敷市立玉島東中学校
- 倉敷市立玉島北中学校
- 倉敷市立真備中学校
- 倉敷市立真備東中学校
- 総社市立総社西中学校